# 초처초등학교
초처초등학교는 대한민국 전북특별자치도 김제시 봉남면 신응리에 있는 공립 초등학교이다.

## 학교 연혁
- 1939년 5월 5일 초처공립심상소학교 설립인가
- 1941년 4월 1일 초처공립국민학교로 개칭
- 1988년 10월 9일 본관 개축공사 완료(2층12실)
- 2012년 11월 7일 교문 신축(본교 22회 졸업생 안영환 기증)
- 2013년 2월 10일 강당 개축 및 바닥 보수
- 2016년 3월 1일 제19대 조현순 교장 부임
- 2017년 2월 10일 제73회 졸업식(10명, 총 5977명 졸업)
- 2017년 3월 1일 초등학교 6학급(40명), 유치원 1학급(6명) 편성

## 논란

### 교직원 집단 괴롭힘 및 자살 사건
2024년 겨울, 행정실에서 교직원에 대한 집단 괴롭힘 사건이 발생하여 한 교직원이 극단적인 선택을 하는 비극적인 일이 있었다. 
- 돌아버릴 것 같아... 상사 괴롭힘에 세상 떠난 교직원

## 참고 자료
- 초처초등학교 - 한국교육학술정보원 학교알리미